# Cida Borghetti
Maria Aparecida Borghetti, mais conhecida como Cida Borghetti (Caçador, 18 de fevereiro de 1965), é uma administradora pública, empresária e política brasileira, ex-governadora do estado do Paraná, sendo a primeira mulher a comandar efetivamente o executivo paranaense.

## Biografia
Natural de Caçador, Santa Catarina, Cida Borghetti é filha de Ires Anna Borghetti e Severino Ivo Borghetti, dois descendentes de imigrantes italianos. Casada com o deputado federal Ricardo Barros (PP), também ex-ministro da Saúde e ex-prefeito de Maringá, Cida tem uma filha chamada Maria Victoria Borghetti Barros (PP), eleita deputada estadual nas eleições de 2014.
Empresária e jornalista, Cida Borghetti é formada em Administração Pública pela Universidade do Sul de Santa Catarina (UNISUL), especializada em Políticas Públicas pela Universidade Federal do Rio de Janeiro (UFRJ), e também sócia-proprietária das agências VGB Comunicação e Marketing e C.B. Produções de Vídeo, onde atuou como coordenadora, diretora, produtora, redatora e apresentadora. Além disso, foi também a produtora do primeiro talk show do estado do Paraná, o Curitiba VIP, e é membro da BPW Associação de Mulheres de Negócios e Profissionais, uma organização não governamental (ONG) sem fins lucrativos e apartidária.

## Trajetória política
Cida Borghetti iniciou sua vida política como militante do PDS Jovem, partido que sucedeu a (ARENA), e foi filiada aos partidos da Frente Liberal (PFL), Progressista (PP) e Republicano da Ordem Social (PROS).
Em 1989 e ao lado do seu esposo, Ricardo Barros, o então prefeito eleito do município de Maringá, Cida Borghetti assume a função de primeira-dama e também o cargo de presidente voluntária do Programa do Voluntariado Paranaense (PROVOPAR) (1990-1992), um programa de voluntários do governo paranaense voltado ao treinamento e mobilização de voluntários para atuar em áreas sociais. Também entre os anos de 1998 e 2000, atuou como Chefe do Escritório de Representação do Paraná em Brasília durante o governo de Jaime Lerner.
Em 2000, Cida ingressa na vida política de forma oficial ao candidatar-se à prefeitura de Maringá com 35 anos de idade. Porém, mesmo contabilizando 22.392 votos, não conseguiu ser eleita. Dois anos depois, Cida conseguiu eleger-se ao cargo de deputada estadual pelo Partido Progressista Brasileiro (PPB) com a soma de 53.225 votos, reelegendo-se em 2007 para o segundo mandato. Já em 2011, elegeu-se como deputada federal para a 54ª legislatura, atuando principalmente em favor da criação do Dia Contra o Câncer de Mama no Paraná e no comando dos trabalhos na Câmara Federal do Marco Legal da Primeira Infância.
Nas eleições de 2014, Cida foi candidata a vice-governadora na chapa de reeleição do então governador Beto Richa, ambos sendo eleitos. Com a renúncia do titular, tornou-se governadora em 6 de abril de 2018. Ainda no mesmo ano, foi candidata à reeleição ao governo do Estado, porém, foi derrotada em primeiro turno por Ratinho Júnior (PSD).
Em 2013, deixou o Progressistas (PP) e filiou-se ao recém-criado Partido Republicano da Ordem Social (PROS), assumindo a presidência do partido no Paraná. Em fevereiro de 2016, deixou o PROS por perder o comando do partido no estado. Alguns dias depois, anunciou seu retorno ao Progressistas (PP).
Em 2018, Cida Borghetti tornou a se candidatar ao cargo de governadora do estado do Paraná pelo Progressistas (PP) e, mesmo obtendo a soma de 831.361 votos (15,53% dos votos válidos), não conseguiu ser eleita. Em maio de 2021, Borghetti foi nomeada, pelo presidente Jair Bolsonaro, Conselheira da Itaipu Binacional, com mandato até 16 de maio de 2024, substituindo Carlos Marun.

## Desempenho eleitoral
| Ano  | Eleição              | Partido | Cargo                                       | Votos para Cida | Votos para Cida   | Votos para Cida | Resultado  | Ref    |
| Ano  | Eleição              | Partido | Cargo                                       | Votos           | %                 | P.              | Resultado  | Ref    |
| ---- | -------------------- | ------- | ------------------------------------------- | --------------- | ----------------- | --------------- | ---------- | ------ |
| 2000 | Municipal de Maringá | PPB     | Prefeita                                    | 22.931          | 14,40%            | 4°              | Não Eleita |        |
| 2002 | Estadual do Paraná   | PPB     | Deputada Estadual                           | 53.225          | 1,03%             | 14°             | Eleita     |        |
| 2006 | Estadual do Paraná   | PP      | Deputada Estadual                           | 66.492          | 1,23%             | 11°             | Eleita     | [ 17 ] |
| 2010 | Estadual do Paraná   | PP      | Deputada Federal                            | 147.910         | 2,82%             | 5°              | Eleita     | [ 18 ] |
| 2014 | Estadual do Paraná   | PROS    | Vice-governadora Titular: Beto Richa (PSDB) | 3.301.322       | 55,67% (1° Turno) | 1°              | Eleita     | [ 19 ] |
| 2018 | Estadual do Paraná   | PP      | Governadora                                 | 831.361         | 15,53% (1° Turno) | 2°              | Não Eleita | [ 20 ] |